# Kgl. Harmonie Hergenrath
Königliche Harmonie Hergenrath ist ein sinfonisches Blasorchester aus dem Dorf Hergenrath in Belgien.

## Das Ensemble
Der 1897 gegründete Verein gilt als das Spitzenorchester Ostbelgiens. Das Repertoire ist gleichermaßen der Klassik und der Moderne verbunden. Die Harmonie stand von Januar 2004 bis Dezember 2018 unter der Leitung von Dirigent Gerhard Sporken.
Die Hergenrather Musiker nahmen erfolgreich an zahlreichen nationalen und internationalen musikalischen Wettbewerben teil. Im Jahr 1980 errang die Formation beim nationalen Musikwettbewerb der Stadt Antwerpen die Goldmedaille. Bei der Teilnahme an einem  internationalen Wettbewerb in Luxemburg erreichte die Harmonie bei starker europäischer Konkurrenz einen „Ersten europäischen Preis mit Auszeichnung“. 1999 konnte die Harmonie einen ersten Preis in der Höchststufe beim internationalen Blasmusikfestival in Prag erringen. 2013 belegte die Kgl. Harmonie Hergenrath beim Wertungsspiel in der Höchststufe den dritten Platz beim Deutschen Musikfest in Chemnitz.
Eine internationale Konzertreise führte die Kgl. Harmonie Hergenrath 2017 nach Salzburg (Österreich). Die Musiker gaben zwei Konzerte in der Mozart-Stadt, auf dem Residenzplatz sowie in der Maxglankirche. Im Juni 2019 konzertierte die Kgl. Harmonie Hergenrath im Konzerthaus Trifolion in Echternach (Luxemburg).
Seit 1989 ist die Harmonie von der Deutschsprachigen Gemeinschaft Belgiens als „Ensemble mit besonderer künstlerischer Auszeichnung“ anerkannt.

## Geschichte

### 1897–1945
Im Juli 1897 fand die erste Generalversammlung mit 15 Mitgliedern statt, zum Gründungspräsident wurde Andreas Wintgens gewählt. Noch im gleichen Monat fand der erste öffentliche Auftritt statt. Ein erstes Gruppenfoto wurde am 30. April 1911 aufgenommen. Wegen des Ersten Weltkriegs ruhte die Tätigkeit von 1916 bis 1918, vier aktive Musiker fielen im Felde. Im Februar 1919 stellte man an den Kreiskommandanten das Gesuch, die wöchentlichen Proben wieder aufnehmen zu dürfen, was auch zugestanden wurde.

### 1945–1972
Zu Anfang des Zweiten Weltkrieges trat die Harmonie zunächst noch bei kirchlichen Festen und patriotischen Veranstaltungen auf, schließlich musste der Verein aber seine Tätigkeit vorübergehend einstellen, da immer mehr Mitglieder zu den Waffen gerufen wurden. Ab 1947 wurden wieder regelmäßige Proben abgehalten. Das 50-jährige Vereinsjubiläum konnte erst 1950 im kleinen Rahmen gefeiert werden.
Am 22. Dezember 1962 spielte die Harmonie die erste Rundfunkaufnahme (eine halbe Stunde Marschmusik). Sie wurde am 11. März 1963 um 19:30 Uhr im belgischen Rundfunk, ausgestrahlt. Am 18. April 1970 nahm der Verein beim ersten durch Födekam organisierten Einstufungswettbewerb teil. Er wurde in die dritte Kategorie eingestuft. Beim zweiten Wettbewerb durch Födekam errangen die Musiker 93,5 % und stiegen in die 2. Kategorie auf.
Im Rahmen des Festabends zum 75-jährigen Bestehen wurde der Verein durch Urkunde zur Führung des Ehrentitels „Königlich“ berechtigt. Im Rahmen eines Galakonzert spielten „Quatuor belge de Saxophones“ und der Kapelle der belgischen Seestreitkräfte.

### 1972–heute
Am 1. Oktober 1975 wurde Joseph Meessen am Dirigentenpult durch den Welkenraedter Berufsmusiker Jean-Marie Cremer abgelöst. Am 30. November 1980 gewann die Harmonie auf dem „Nationalen Musikturnier“ der Stadt Antwerpen eine Goldmedaille. In Löwen konnte der Verein am 2. März 1986 in der höchsten Kategorie den Titel „Landesmeister“ erringen. In Ettelbrück (Luxemburg) stellte sich die Harmonie am 31. Mai 1987 dem internationalen Vergleich beim Musikwettbewerb der Union Grand-Duc Adolphe (UGDA) und erhielt einen ersten Preis mit Auszeichnung. Bei einem europäischen Wettbewerb für Harmonieorchester in der luxemburgischen Hauptstadt am 24. Mai 1990 erreichte die Königliche Harmonie einen „Ersten europäischen Preis mit Auszeichnung“ sowie den Pokal der Stadt Luxemburg.
1997 feierte die Harmonie ihr 100-jähriges Bestehen. Aus diesem Anlass produzierte die Harmonie am 4. und 5. Januar 1997 ihre erste CD mit dem Titel „Kleine Perlen Großer Meister“ und feierte das Jubiläum vom 7. bis zum 11. Mai mit einem großen Musikfest.
Beim Internationalen Blasmusikfestival in Prag im Januar 1999 errang die Harmonie einen ersten Preis in der Höchststufe, Dirigent Jean-Marie Cremer wurde zum besten Dirigenten des Festivals gekürt. Anlässlich der Einführung des Euro in der Euregio Maas-Rhein konzertierte die Harmonie im Dezember 2001 im Krönungssaal des Aachener Rathauses. Am 7. Juli 2002 nahm die Harmonie am „Musik-Marathon“ in Eupen teil und begleitete die Mezzo-Sopranistin Veronique Solhosse (Finalistin beim „Concours Reine Elisabeth“ in Brüssel 2000).
Seit Januar 2004 steht die Harmonie unter der Leitung von Gerhard Sporken. Im Oktober 2004 wirkte die Harmonie in Fouron mit, bei der Welturaufführung des „Concerto for Alto Saxophone and Band“ von Derek Bourgeois und dem „Walzer-Arie N°6 for Trombone & Wind Band“ von Jos. Serafini-Alschausky.
Bei der Födekam-Einstufung 2005 bestätigte die Harmonie Hergenrath mit einem Resultat von 95,9 % in der Höchststufe ihre Klasse und erhält wieder das Prädikat „mit besonderer künstlerischer Auszeichnung“.